# Alexandrovka
Az egykor különálló Alexandrovka falu ma Potsdam (Németország, Brandenburg tartomány fővárosa) része, és a város északi felében található. II. Frigyes Vilmos porosz király 1826 - 1827-ben építtette az egykor 62 orosz katonából álló kórusában megmaradt 12 énekesnek. A potsdami orosz kolónia a Hohenzollern és a Romanov-ház közötti családi és baráti kötelékek elő emlékműveként épült és I. Sándor orosz cár nevét viseli.